# Prophets of Rage (groupe allemand)
Prophets of Rage (parfois abrégé en P.O.R.) est un groupe de hip-hop originaire de Kaiserslautern, en Allemagne.

## Biographie
En 1992, Ewol fonde le groupe, il est rapidement rejoint par Joshua Carlson-Yoho (surnommé « Yeti »), puis par Styxx en 1993. Par la suite, le DJ allemand Arrigo Johnny Phillips, surnommé « Superjam » est engagé afin d'assurer la programmation et la production du groupe. 
Prophets of Rage sort son premier album d'hip-hop expérimental en 1994 chez le label allemand Königshaus Records avec Fitz Braun (qui est à cette époque le manager du groupe de rap Die Fantastischen Vier) et Conny Konzack (manager de Die Ärzte). Intitulé Unite or Perish, ce premier album est composé et produit par Superjam et Marcus Ghoreschian (qui sera par la suite surnommé « Superglover ») au studio Groovy Grover, situé à Francfort, en Allemagne. Le collectif part ensuite en tournée et assure notamment la première partie du supergroupe de hip-hop Megavier (constitué à partir des formations de Die Fantatischen Vier et des Megalomaniacs) à la fin d'année 1994.
À la suite du départ de Yeti en 1996, Ewol, Styxx et Superjam recrutent Cave Dave à la basse, Sebo à la guitare et Jules à la batterie. Leur second album Zen Gravy sort l'année suivante, en 1997, cette fois-ci chez le label Four Music (qui était à l'époque basé à Stuttgart avant d'être déménagé à Berlin en 2002). Afin de promouvoir ce second album (toujours orienté hip-hop expérimental), le groupe repart en tournée à travers toute l'Allemagne aux côtés du rappeur américain Coolio et du collectif de hip-hop Die Coolen Saüe.
Leur dernière apparition sur scène remonte à l'année 1998, alors qu'ils participent à plusieurs festivals de hip-hop, notamment le festival Strombad (se déroulant à Cottbus) ou encore le festival Rock am See (ayant lieu dans la ville sarroise de Losheim am See).

## Membres
- Ewol (1992-1998) : chant
- Styxx (1993-1998) : chant
- Joshua « Yeti » Carlson-Yoho (1992-1996) : textes et chant
- Arrigo Johnny « Superjam » Phillips (1993-1998) : DJ et production
- Marcus « Supergrover » Ghoreischian : programmation, production
- Nickholas Michell (1993-1998) : textes
- James Foster : textes, programmation
- Cave Dave (1996-1998) : guitare basse
- Sebo (1996-1998) : guitare électrique
- Jules (1996-1998) : batterie

## Réception
En Allemagne, le magazine Intro livre une critique du premier album du groupe en le présentant comme « un album hip-hop très variable, bizarre et conscient » se caractérisant notamment par un « groove détendu avec de bons beats » ainsi que des « emprunts au funk et au jazz ». Le magazine relève également l'identité propre du groupe quant à son approche du hip-hop expérimental, se distinguant notamment par un « style individuel » très marqué. 
Le journal berlinois TAZ se montre néanmoins plus critique envers le groupe, estimant qu'il « s'appuie davantage sur les modèles américains que sur la scène allemande », ne brillant « pas vraiment à travers de nouvelles idées, mais plutôt par une mise en œuvre accomplie d'anciennes réalisations ».  
Le magazine munichois Focus qualifie quant à lui le style de P.O.R. de crossover, le comparant, entre autres, au groupe de rock allemand H-Blockx ainsi qu'au groupe de rock alternatif et de rap allemand Such a Surge.